# Számegyenes
A számegyenes a matematika területéhez tartozó fogalom, a valós számok halmazának reprezentálására használt grafikai eszköz. Bevezetése John Wallis angol matematikus nevéhez kötődik.
Megjelenése egy végtelen hosszúságú egyenes vonal. A vonal folytonos, azaz bármilyen erős nagyításban is nézzük, sosem láthatunk rajta szakadási helyet. Az egyenes minden geometriai pontja egy valós számot ábrázol. A számegyenes értelmezhetőségének feltétele, hogy rajta legalább két számhoz tartozó pont ismert (megjelölt) legyen, ezáltal lesz az egyenes kalibrálva, ennek ismeretében lehet más számokat jelölő pontok helyét kijelölni. A számegyenesen bármelyik két szám különbsége mindig egyenesen arányos a két számot jelölő pontok geometriai távolságával, egyszerűbben: a számegyenesen a számok egyenletesen helyezkednek el, hacsak az ettől a szabálytól való eltérés nincs külön megjelölve.

## Ábrázolása
A végtelen hosszú számegyenesnek a gyakorlatban csak egy szakaszát tudjuk megjeleníteni. A hagyományos ábrázolás szerint vízszintesen rajzolt egyenesen jobbra haladva növekszik a számok értéke, ezt nevezzük pozitív iránynak, balra a számok értéke csökken, ez a negatív irány. Az egyenes irányítottsága a rajta megjelölt legalább két szám alapján egyértelműen adódik. A végtelen hosszúságra való emlékeztetőül szokás az egyenes szakasz mindkét végét nyíllal lezárni, egy másik szokás szerint csak az egyenes pozitív irányú végére teszünk egy nyílfejet, ami a növekedés irányát jelzi.
A Descartes-koordináta-rendszerben a nem vízszintes y, z és további tengelyek is számegyenesek.

## Nevezetes pontok
A számegyenesnek van két kitüntetett pontja. Az egyik az origó, amely a nulla számnak a helyét jelöli, a másik az 1 helye. A két pont közötti geometriai és algebrai távolság az egység. Nem kötelező, hogy ezek a pontok láthatóak legyenek a számegyenes egy adott rajzán, ha a rajzon legalább két pont által ábrázolt számérték ismert.
Az egyenesen végtelen hosszúságban, egyenletes közökben sorakoznak az egész számokat ábrázoló pontok. Ezeket a véges közönséges törtek alakjában felírható egyéb számok kiegészítik a racionális számok halmazává. A racionális számoknak a számegyenesen megfelelő pontok végtelen sűrűségben, mégis egymástól elkülönülően találhatók. Vagyis a racionális számok pontjai között mindig végtelen sok irracionális szám áll, de nem tudjuk a számegyenest olyan nagyításban megnézni, amelyben a racionális számok már láthatóan elkülönülnének. A racionális és irracionális számok diszjunkt halmazainak unióját nevezzük valós számoknak, ezek már összefüggő egyenest alkotnak. Ez azt jelenti, hogy a számegyenes bármilyen nagyításban is nézett bármelyik pontjához tartozik pontosan egy valós szám, illetve bármelyik valós szám helye megtalálható a számegyenes pontjainak egyikén. (Az egyenes alkalmassága valós számok különbségének kifejezésére annyira kézenfekvő, hogy a Birkhoff-féle vonalzó-axióma alakjában egy teljes geometriai rendszer egyik alappillére lett.)
A számegyenesen megtalálható az összes racionális szám, így az irracionálisok is:

Az [a,b] zárt intervallum

A számegyenes két szám közötti szakaszát intervallumnak nevezik. Ha mindkét szám beletartozik, akkor az intervallum zárt; ha egyik sem, akkor az intervallum nyílt. Ha az egyik tartozik bele, akkor az intervallum félig nyílt, illetve félig zárt. Egy adott számhoz képest kisebb egyenlő, vagy nagyobb egyenlő számok félegyenest alkotnak. 

## Alkalmazások
A számegyenest gyakran használják az összeadás és a kivonás tanítására, mivel két szám algebrai különbsége mindig arányos a két számnak megfelelő pontok közötti geometriai távolsággal, tehát a műveletek egyszerűen szemléltethetőek. Ilyenkor fel szokás tüntetni az egész számoknak megfeleltethető pontok helyét, mert ez a kisiskolások számára megkönnyíti a mértékek számlálását, de ilyen skála készítése egyébként nem kötelező.
Két szám különbségét a két szám távolsága fejezi ki. A nullától mért távolság a szám abszolútértéke.
Összeadáshoz az egyik szám előjeles távolságát fel kell mérni a másik számból, mint kiindulópontból.
Egész számmal szorzáshoz a másik tényező nullától mért előjeles távolságát nullától kezdve az egész számszor kell felmérni a számegyenesre. Például az 5 × 3 szorzás ugyanaz, mint az 5 + 5 + 5. Az eredmény 5 × 3 = 15.
Az osztás hasonlóan visszavezethető a kivonásra. Az osztandóból visszafelé felmérve az osztót megkaphatjuk a hányadost, és leolvashatjuk a maradékot.
Műveletek a számegyenesen:

Összehasonlítás: a jobbra levő szám nagyobb

- A 3-2=3+(-2) kivonás elvégzése
Az 1+2 összeadás
A különbség abszolútértéke
A 2 x 1,5 szorzás
A 3÷2 osztás

A felsőbb matematika szempontjából a számegyenes az {\displaystyle \mathbb {R} ^{1}} egydimenziós valós vektorteret szemlélteti.

## A fogalom kiterjesztése

### Logaritmikus skála
A számegyenesen a számok távolsága arányos. De lehetségesek más beosztású skálák is.
A logaritmikus skála a pozitív számokat logaritmusukkal arányos távolságban helyezi el. Két pont távolsága egységnyi, ha a két szám aránya rögzített érték. Ez egy egynél nagyobb szám, többnyire tíz. A skálán a nulla beosztáshoz az egy tartozik; egy egységgel jobbra a tíz, még egy egységgel jobbra a száz (10×10 = 100), még egy egységgel jobbra az ezer (10×100 = 1000 = 103) helyezkedik el. Ugyanígy balra az egy tized (1/10 = 10−1), majd az egy század (1/100 = 10−2) található. A skála mindkét irányba folytatható.

Egy logarléc két logaritmikus skálája

Azt a tényt, hogy a logaritmus művelete a számok szorzását logaritmusaik összeadásává transzformálja, az előbbiek nyomán egyszerűen hasznosítja a szorzásra és osztásra régebben sokfelé használt számolóeszköz, a logarléc.
A megközelítés hasznos arra is, hogy különböző nagyságrendű adatokat lehessen egy skálán ábrázolni. Így például egy foton, elektron, atom, molekula, ember, a Föld, a Naprendszer, egy galaxis és a látható Univerzum mérete egy skálán ábrázolható.

### Koordináta-rendszer

Háromdimenziós Descartes-féle koordináta-rendszer, az O origóval és az X, Y és Z tengelyekkel, melyek irányítását a nyilak mutatják. A tengelyek beosztása az egységnyi távolságot jelzi. A feketével jelölt pont koordinátái x = 2, y = 3, and z = 4, vagy (2, 3, 4)

A Descartes-féle koordináta-rendszerben egymásra merőleges tengelyektől mért előjeles távolságokkal adják a pontok helyét. A derékszögű koordináta-rendszerek mellett megadhatók ferdeszögű koordináta-rendszerek is. A koordináta-rendszerek tengelyei szintén számegyenesek. A felsőbb matematika szempontjából ezek a koordináta-rendszerek tetszőleges dimenziójú véges dimenziós {\displaystyle \mathbb {R} ^{n}} valós vektorteret reprezentálják.
A valós számegyenesen kívül lehet beszélni a komplex számsíkról. Az első tengely a valós, a második a képzetes tengely. Egy komplex számot a síkon valós, illetve képzetes részének ismeretében úgy lehet elhelyezni, mint a sík egy pontját két derékszögű koordinátájával. A felsőbb matematika szempontjából a komplex számsík az egydimenziós {\displaystyle \mathbb {C} ^{1}} komplex vektorteret jelöli.

## Fordítás
Ez a szócikk részben vagy egészben  a   Number line című angol Wikipédia-szócikk fordításán alapul.  Az eredeti cikk szerkesztőit annak laptörténete sorolja fel. Ez a jelzés csupán a megfogalmazás eredetét és a szerzői jogokat jelzi, nem szolgál a cikkben szereplő információk forrásmegjelöléseként.